# Ölbäck, Estland
Ölbäck (estniska: Elbiku) är en by i Läänemaa i västra Estland, 75 km väster om huvudstaden Tallinn. Den hade 29 invånare år 2011. Den ligger i den del av Nuckö kommun som ligger på fastlandet, norr om halvön Nuckö. Byn ligger på Estlands västkust mot Östersjön, söder om Roslep och Bergsby och norr om Höbring och Rickul.
Ölbäck ligger i det område som traditionellt har varit bebott av estlandssvenskar och även det svenska namnet på byn är officiellt.